# François Haby

Haby mit Es-ist-erreicht-Schnurrbart auf einer satirischen Fotomontage im Simplicissimus

François Charles Haby (* 1. Juni 1861 in Danzig; † 25. April 1938 in Berlin) war ein deutscher Unternehmer und Hoffriseur Kaiser Wilhelms II.

## Leben und Wirken
Im Jahre 1880 kam Haby, der aus einer hugenottischen Familie stammte, aus Königsberg nach Berlin und gründete einen Frisiersalon, der bald erfolgreich wurde, so dass er sein Geschäft um die Fabrikation von Kosmetikprodukten erweiterte. Dazu gehörten Schönheitsmittel mit klingenden Namen wie die Bartpomade Donnerwetter – tadellos!, die Rasierseife Wach auf und das Damenshampoo Ich kann so nett sein.
Die berühmtesten Produkte Habys waren die Bartwichse samt Bartbinde Es ist erreicht für den Schnurrbart nach Art Kaiser Wilhelms II., dessen Enden nach oben gezwirbelt wurden („Kaiser-Wilhelm-Aufsteiger“). Um das gewünschte Aussehen zu erhalten, wurde der Schnurrbart über Nacht mit der speziellen Bartbinde geschützt. Diese Barttracht wurde im kaiserlichen Deutschland so erfolgreich, dass Haby um 1890 zum Hoffriseur berufen wurde, der jeden Morgen um 7 Uhr im Schloss zum Rasieren und Frisieren erschien und den Kaiser auch auf Staatsbesuchen begleitete.
Im Jahr 1901 ließ Haby seinen Salon in der dorotheenstädtischen Mittelstraße nach einem Entwurf Henry van de Veldes aufwändig umbauen. Grüne Marmorwaschbecken, dunkelrotes Mahagonifurnier und ein violetter Wandfries waren die bestimmenden Elemente der Einrichtung. Ungewöhnlich für die damalige Zeit war, dass die Wasser- und Gasrohre aus Messing unverkleidet blieben. Max Liebermann, der Kunde bei Haby war, sagte dies nicht zu: Das nackte Metall gefiel ihm nicht. Es trage auch niemand seine Gedärme als Uhrkette, soll er dazu bemerkt haben. Ein Teil der Saloneinrichtung ist erhalten und befindet sich im Fundus der Stiftung Stadtmuseum Berlin.
Heinrich Mann hat Haby und seinen Salon im Roman Der Untertan erwähnt.

## Grabstätte

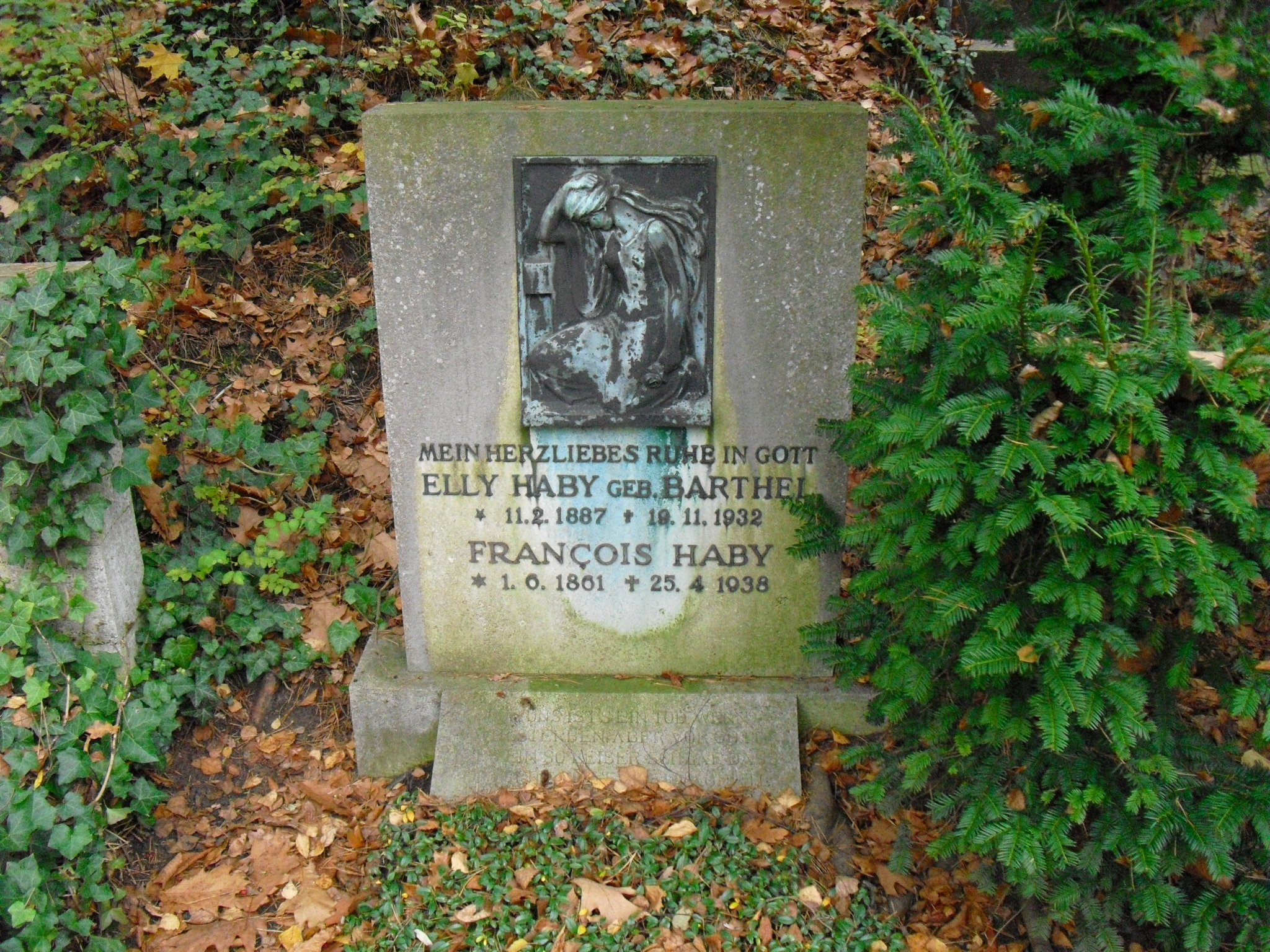
Grabstätte von Elly und François Haby auf dem Friedhof Heerstraße

François Haby starb am 25. April 1938 im Alter von 76 Jahren in Berlin in seiner Wohnung am Matthäikirchplatz 11. Er wurde zunächst auf dem St.-Matthäus-Kirchhof in Berlin-Schöneberg beigesetzt. Als Teile des Friedhofs 1938/1939 im Zuge der Vorbereitungen zum Umbau Berlins zur „Welthauptstadt Germania“ eingeebnet wurden, kam es zur Überführung von Habys sterblichen Überresten auf den Südwestkirchhof Stahnsdorf.
Nach dem Ende des Zweiten Weltkriegs lag Stahnsdorf fast unzugänglich in der Deutschen Demokratischen Republik. Deshalb ließ ihn seine Familie nach West-Berlin umbetten, an das Ufer des kleinen Sausuhlensees, der sich mitten im Friedhof Heerstraße befindet (Grablage: 4-A-64).
Das Grabdenkmal, eine Stele aus Muschelkalk, trägt ein Bronzerelief, das eine Trauernde abbildet. Haby hatte es 1933 für seine zweite Ehefrau, Olga Elly geb. Barthel (1887–1932), errichten lassen, die nach nur sechsmonatiger Ehe im November 1932 gestorben war. Es handelt sich um eine der wenigen figürlichen Darstellungen aus jener Zeit, die auf dem Friedhof Heerstraße noch erhalten sind.